# 69 (getal)
69 (negenenzestig) is het natuurlijke getal volgend op 68 en voorafgaand aan 70.

## Overig
Negenenzestig is ook:
- Het jaar A.D. 69 en 1969.
- Het atoomnummer van het scheikundige element Thulium (Tm).
- Positie bij seksuele activiteiten.